# Marienheim
Marienheim je naselje v Občini Motnica v Okraju Šentvid ob Glini na Koroškem v Avstriji.